# Groene kaart (verzekeringsbewijs)

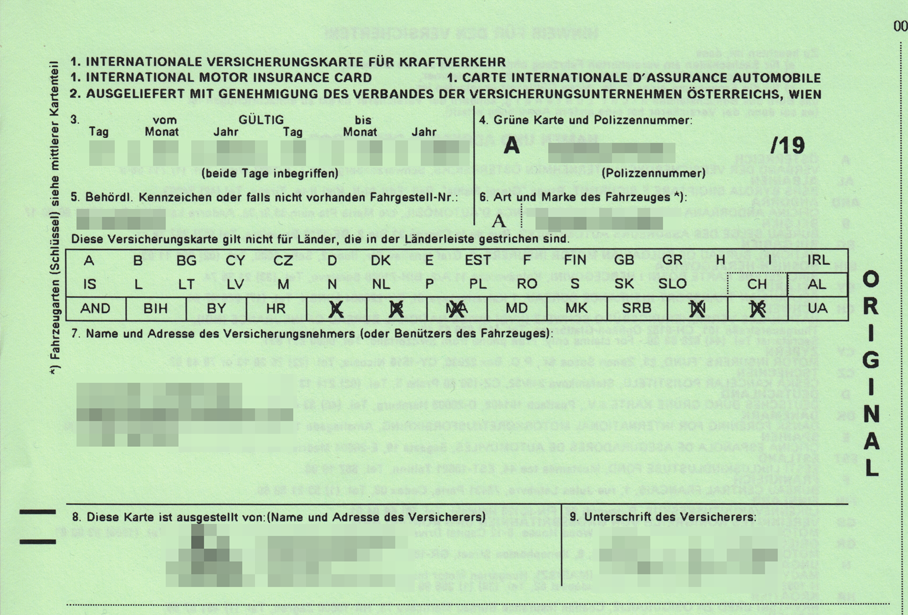
Groene kaart in het Duits

Een groene kaart (officiële term internationaal verzekeringsbewijs, afgekort IVB) is een document of pasje dat door de verzekeraar wordt afgegeven. Met de groene kaart kan eenvoudig worden aangetoond dat een voertuig verzekerd is. Het verzekeringsbewijs kan ondanks de ingeburgerde bijnaam ook op wit papier gedrukt zijn.

## Internationaal verzekeringsbewijs

### Meestal niet verplicht
Vroeger (tot 1972) was een groene kaart in de meeste Europese landen een verplicht document in de auto. Bij een grenscontrole werd dan ook vaak naar de groene kaart gevraagd. In 1972 werd de verplichting in de hele Europese Unie afgeschaft. Alleen bij niet-gekentekende motorrijtuigen, zoals tractors, is een groene kaart nog verplicht. Bij gekentekende motorrijtuigen kan de politie binnen de Europese Unie op eenvoudige wijze bij de centrale registers (in Nederland is dit de RDW) controleren of een voertuig is verzekerd. Tegenwoordig is de plicht op de groene kaart afgeschaft in alle landen die zijn toegetreden tot het Multilateral Guarantee Agreement (MGA). Bij de MGA zijn alle EU-lidstaten, Noorwegen, Servië, Zwitserland en IJsland toegetreden.
België is een uitzondering. In België is het Internationaal Verzekerings Bewijs (IVB) een verplicht boorddocument, echter conform artikel 2 van het Belgisch Koninklijk Besluit van 13 februari 1991 inwerkingtreding en uitvoering van de wet verplichte aansprakelijkheidsverzekering inzake motorrijtuigen worden zonder internationaal verzekeringsbewijs tot het verkeer in België toegelaten motorrijtuigen die gewoonlijk gestald zijn op het grondgebied van:
Andorra, Bulgarije, Cyprus, Duitsland, Denemarken, Estland, Finland, Frankrijk, Griekenland, Hongarije, Ierland, IJsland, Italië, Kroatië, Letland, Liechtenstein, Litouwen, Luxemburg, Malta, Monaco, Nederland, Noorwegen, Oostenrijk, Polen, Portugal, San Marino, Servië, Slovenië, de Slowaakse Republiek, Spanje, de Tsjechische Republiek, Roemenië, het Verenigd Koninkrijk van Groot-Brittannië en Noord-Ierland, Zweden, Zwitserland en Vaticaanstad.

### Inhoud van de groene kaart
Op de groene kaart vermeldt de verzekeraar in welke landen de autoverzekering dekking biedt. De verzekeraar heeft overigens alleen keuze voor de landen die niet tot de Europese Economische Ruimte behoren, zie hiervoor het artikel wetgeving over motorrijtuigen). Tevens vermeldt de groene kaart voor welk tijdvak en welk motorrijtuig de dekking geldt. Op de groene kaart vermeldt de verzekeraar meestal ook tot welke instanties de verzekerde zich kan wenden bij pech, ongeval, ruitbreuk en diefstal, zowel in het binnen- als buitenland. Ondanks dat de groene kaart niet verplicht is, bewijst deze toch goede diensten doordat alle verzekeringsgegevens er beknopt en overzichtelijk op staan.